# Psychotria piolampra
Psychotria piolampra är en måreväxtart som beskrevs av Karl Moritz Schumann. Psychotria piolampra ingår i släktet Psychotria och familjen måreväxter. Inga underarter finns listade i Catalogue of Life.